# Crasville (Eure)

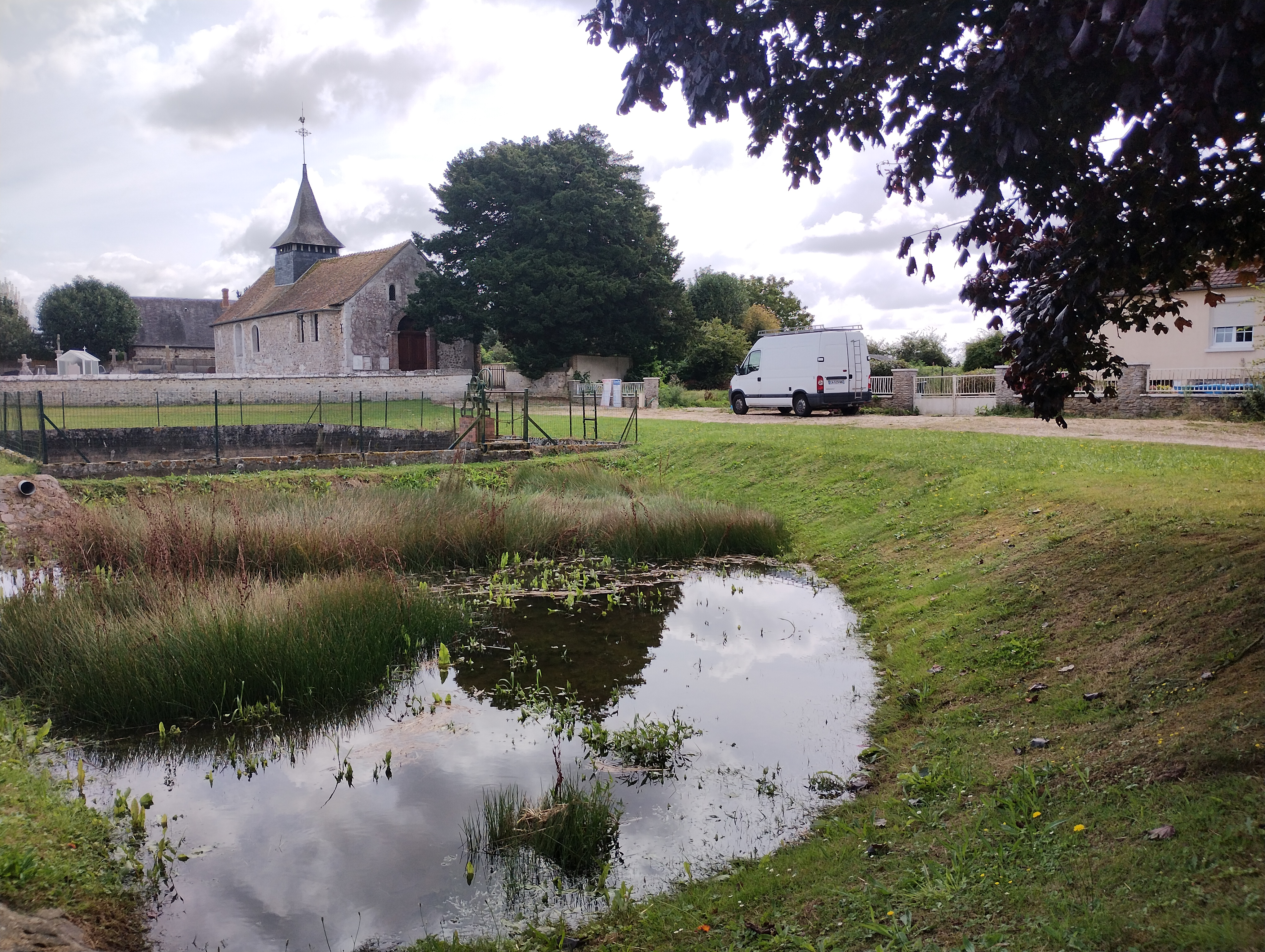
Crasville mit der Kirche Saint-Martin (2024)

Crasville ist eine französische Gemeinde mit 121 Einwohnern (Stand 1. Januar 2022) im Département Eure in der Region Normandie (vor 2016 Haute-Normandie); sie gehört zum Arrondissement Les Andelys und zum Kanton Pont-de-l’Arche. Die Einwohner werden Crasvillais genannt.

## Geographie
Crasville liegt etwa 27 Kilometer südlich von Rouen. Umgeben wird Crasville von den Nachbargemeinden La Haye-Malherbe im Norden, Montaure im Nordosten, Surville im Osten, Quatremare im Süden sowie Surtauville im Westen.

## Bevölkerungsentwicklung
| Jahr                       | 1962 | 1968 | 1975 | 1982 | 1990 | 1999 | 2006 | 2019 |
| Einwohner                  | 137  | 140  | 128  | 103  | 107  | 123  | 135  | 123  |
| Quellen: Cassini und INSEE |      |      |      |      |      |      |      |      |

## Sehenswürdigkeiten
- Kirche Saint-Martin, Monument historique